# Soyuz 7K-OK
A Soyuz 7K-OK, foi a primeira geração de espaçonaves Soyuz efetivamente produzida. Projetada especificamente para transporte de pessoal para estações espaciais soviéticas, ou voos orbitais.
A primeira fatalidade do programa Soyuz, ocorreu com essa espaçonave, na missão Soyuz 1 em 1967, quando devido a uma falha no paraquedas, o seu único tripulante foi morto. Ela também ficou conhecida por ter sido usada no primeiro acoplamento não tripulada totalmente automatizada nas missões: Kosmos 186 e Kosmos 188 também em 1967.
Foi esse modelo de espaçonave que realizou também o primeiro acoplamento entre espaçonaves tripuladas, nas missões Soyuz 4 e Soyuz 5, além do voo de maior duração envolvendo uma única espaçonave, na missão Soyuz 9 em 1970.

Algumas das características desse modelo eram: seus painéis solares que não ficavam completamente estendidos, e o uso de antenas do sistema Igla de aproximação por radio telemetria, com suas antenas características, e também um sistema de acoplamento básico, conhecido em inglês como "probe and drogue", que é um artefato de encaixe em formato de funil. Nesse modelo, não havia uma escotilha, portanto, depois de acopladas, a transferência de tripulantes se dava através de uma atividade extraveicular.

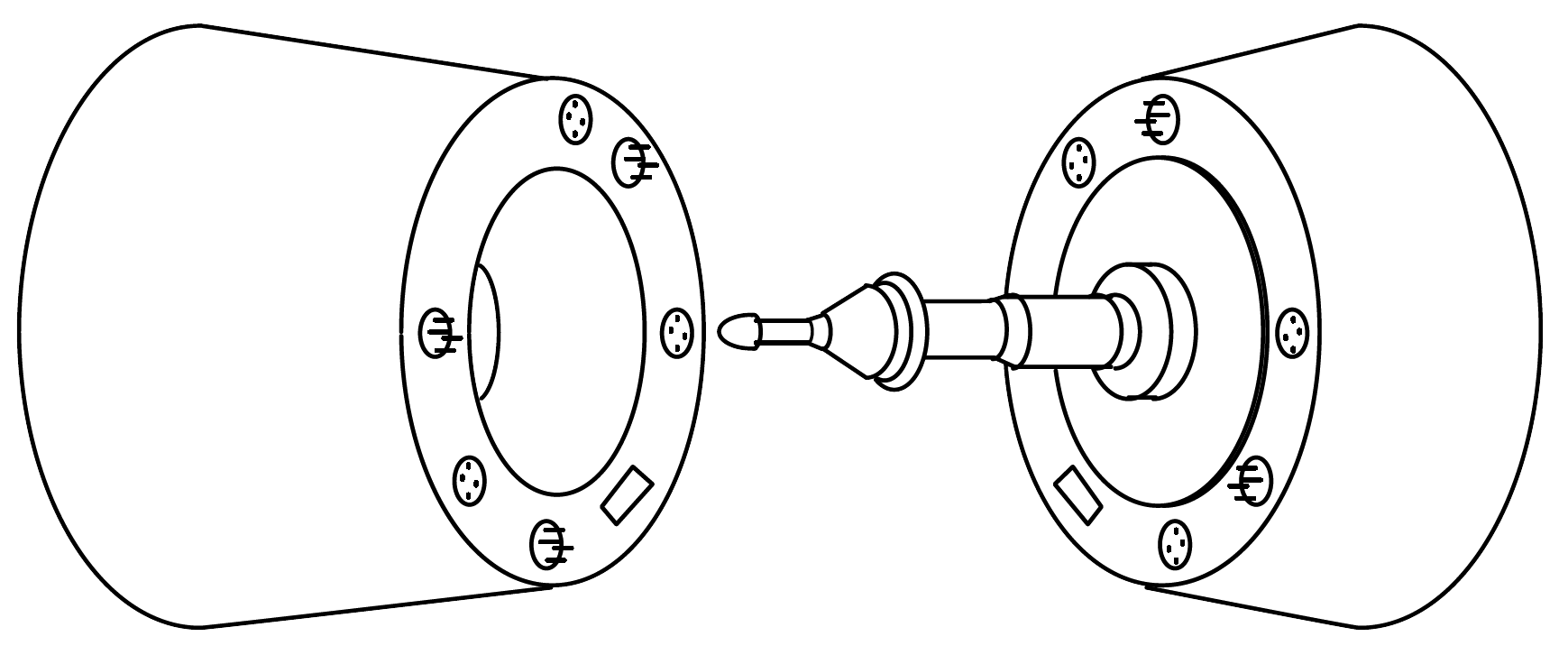
O sistema de acoplamento probe and drogue original da Soyuz 7K-OK.

Esse sistema de acoplamento "probe and drogue", deu origem a um outro com escotilha acoplada, usado na Soyuz 7K-OKS, e que devidamente atualizado, continua em uso até os dias de hoje na ISS.
Missões
- Não tripuladas
  - Kosmos 133
  - Kosmos 140
  - Kosmos 186 e Kosmos 188, primeiro acoplamento não tripulado totalmente automatizado da história
  - Kosmos 212 e Kosmos 213, missão de acoplamento não tripulado automatizado
  - Kosmos 238
  - Soyuz 2, alvo para acoplamento da Soyuz 3

- Tripuladas
  - Soyuz 1, primeiro voo tripulado de uma espaçonave Soyuz, seu único tripulante morreu na reentrada
  - Soyuz 3
  - Soyuz 4 e Soyuz 5, primeiro acoplamento tripulado e primeira transferência de tripulação da história
  - Soyuz 6
  - Soyuz 7 e Soyuz 8: acoplamento planejado, para ser filmado pela tripulação da Soyuz 6 – o acoplamento não pode ser realizado por falhas técnicas
  - Soyuz 9